# Jessy Matador
Jessy Kimbangi vagy művésznevén Jessy Matador (Kinshasa, Zaire, 1982. október 27. –) francia énekes, aki Franciaországot képviselte a 2010-es Eurovíziós Dalfesztiválon az Allez! Ola! Olé! című dallal.

## Élete
A Kongói Demokratikus Köztársaságban született. Jessy Matador a karrierjét táncosként kezdte 2001-ben. Később csatlakozott a "Megtört Szívek" nevű tánccsoporthoz, amellyel az Amerikai Egyesült Államokban, Kongóban, az Egyesült Királyságban, Olaszországban és még Kanadában is turnézott. 2005-ben úgy döntött, hogy létrehozza saját csoportját, "A Sélésao" névvel, aminek a tagja volt Dr.Love és Linho Benkoff. Ezt követően a Magic System tagja lett. 2008 júniusában adták ki debütáló kislemezüket Décalé Gwada címmel, mely a nyár egyik legnagyobb slágere lett. 2008. november 24-én megjelent "African New Style" című albumuk, melyen afrikai és karibi zenét ötvöztek modern stílusokkal. 2008 decemberében megjelent második kislemezük "Mini Kawoulé" címmel.
2010. február 19-én Nicolas Pernikoff az Europe 1 rádióban nyilvánosságra hozta, hogy a francia televízió Jessy Matadort választotta Franciaország képviselőjének az Eurovíziós Dalversenyre. Mivel Franciaország tagja a Négy Nagy országnak, nem kell az elődöntőkön részt vennie. 2010. március 19-én mutatták be az egyik internetes videómegosztó portálon az Allez! Ola! Olé! című dalt. A dalverseny döntőjében 82 pontot szerezve a tizenkettedik helyen zárt, az utóbbi évek egyik legjobb francia eredményét elérve.

## Fordítás
Ez a szócikk részben vagy egészben az Jessy Matador című angol Wikipédia-szócikk fordításán alapul.  Az eredeti cikk szerkesztőit annak laptörténete sorolja fel. Ez a jelzés csupán a megfogalmazás eredetét és a szerzői jogokat jelzi, nem szolgál a cikkben szereplő információk forrásmegjelöléseként.